# Дзуккини, Луиджи
Лелио Винченцо (Луиджи) Дзуккини (итал. Lelio Vincenzo (Luigi) Zucchini; 29 октября 1915, Уэст-Спрингфилд, Массачусетс — 1 марта 1986, Уэст-Спрингфилд, Массачусетс) — итальянский хоккеист, защитник. Участник зимних Олимпийских игр 1936 года.

## Биография
Луиджи Дзуккини родился 29 октября 1915 года в американском городе Уэст-Спрингфилд в семье итальянских эмигрантов.
Играл в хоккей с шайбой. В сезоне-1935/36 по настоянию брата Марио Дзуккини приехал в Италию и играл вместе с ним за миланский «Дьяволи Россонери», в составе которого стал чемпионом Италии и выиграл Кубок Шпенглера.
В 1936 году вошёл в состав сборной Италии по хоккею с шайбой на зимних Олимпийских играх в Гармиш-Партенкирхене, поделившей 7-9-е места. Играл на позиции защитника, провёл 3 матча, шайб не забрасывал.
Умер 1 марта 1986 года в Уэст-Спрингфилде.

## Семья
Старший брат — Марио Дзуккини (1910—1997), итальянский хоккеист. Участник зимних Олимпийских игр 1936 года.